# يورغن راب
يورغن راب (بالألمانية: Jürgen Raab)‏ (20 ديسمبر 1958 في ألمانيا - ) هو مدرب كرة قدم ولاعب كرة قدم ألماني (وحمل سابقاً جنسية ألمانيا الشرقية) في مركز الوسط. شارك مع منتخب ألمانيا الشرقية لكرة القدم. أما مع النوادي، فقد لعب مع كارل زايس يينا.

## مسيرته الكروية
لعب يورغن راب خلال مسيرته الاحترافية مع نادِ واحدٍ في سبعة عشر موسمًا وسجل خلالها 120 هدف ضمن 376 مباراة. حيث فاز في موسم واحد بالكأس ولم يفز بأي دوري.
خاض يورغن راب مسيرته مع نادي كارل زايس يينا في موسم 1976–77 ليلعب معه سبعة عشر موسمًا، مشاركًا في 376 مباراة سجل خلالها 120 هدف.

## وصلات خارجية
- يورغن راب على موقع قاعدة بيانات كرة القدم.إي يو (الإنجليزية)
- يورغن راب على موقع ناشيونال فوتبول تيمز (الإنجليزية)
- يورغن راب على موقع عالم كرة القدم.نت (الإنجليزية)